# Protocronismo

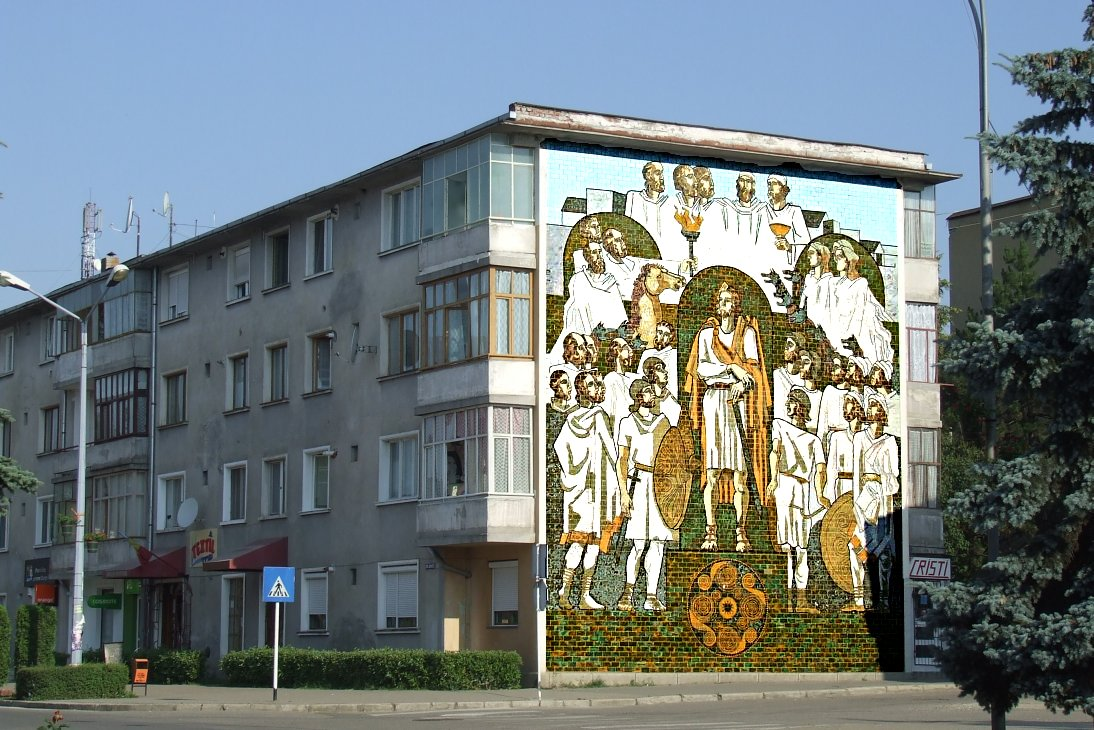
Mural de temática dacia en un bloque de apartamentos de la era comunista en Orăştie, que exhibe los rasgos nacionalistas idiosincrásicos del comunismo rumano.

En Rumanía, el protocronismo (del rumano, protocronism) es la tendencia nacionalista a adscribir eventos históricos, generalmente de manera idealizada, a la historia de la nación rumana, a veces basándose en datos cuestionables o interpretaciones subjetivas. Si bien fue particularmente frecuente durante el régimen de Nicolae Ceaușescu, su origen en la erudición rumana se remonta a más de un siglo.
Específicamente el término se refiere la atribución del pueblo rumano con los dacios, considerados los antecesores primordiales de los actuales rumanos. Este fenómeno también se denomina peyorativamente «dacomanía» o, a veces, «tracomanía» (en referencia a la Tracia), mientras que sus defensores prefieren el uso del término «dacología».

## Visión general
En este contexto, el término hace referencia a la tendencia (observada en varias versiones del nacionalismo rumano) de atribuir una cualidad única a los dacios y su civilización. Los protocronistas intentan demostrar que los dacios tenían un papel importante que desempeñar en la Edad Antigua, o incluso que tenían el predominio sobre todas las culturas (con especial hincapié en la antigua Roma, que, en una completa tergiversación del mito fundacional, habría sido creada por migrantes dacios). También se observa la explotación de las tablas de Tărtăria como prueba segura de que la escritura se originó en territorio protodacio, y la creencia de que la lengua dacia sobrevivió hasta la Edad Media.
Un rasgo adicional, pero no universal, es el intento de conexión entre el supuesto monoteísmo del culto de Zalmoxis y el cristianismo, en la creencia de que los dacios adoptaron fácilmente y posteriormente influyeron en la religión. Además, se argumenta que el cristianismo fue predicado a los daco-romanos por Andrés el Apóstol, quien es considerado, dudosamente, como el origen de la ortodoxia rumana moderna. A pesar de la falta de evidencia que respalde esto, es la postura oficial de la iglesia, que se encuentra en los libros de texto de historia utilizados en los seminarios ortodoxos rumanos e institutos de teología.

## Historia
Las ideas se han explicado como parte de un complejo de inferioridad presente en el nacionalismo rumano, que también se manifestó en obras ajenas al protocronismo, principalmente como un rechazo a las ideas de que los territorios rumanos solo sirvieron como colonia de Roma, desprovista de iniciativa, y sujeta a una afluencia de latinos que habría aniquilado por completo una presencia dacia.
El protocronismo probablemente surgió con las opiniones profesadas en la década de 1870 por Bogdan Petriceicu Hasdeu, uno de los puntos principales de la disputa entre él y la conservadora sociedad Junimea. Por ejemplo, el Etymologicum magnum Romaniae de Hasdeu no solo afirmaba que los dacios le dieron a Roma muchos de sus emperadores (una idea apoyada en tiempos recientes por Iosif Constantin Drăgan), sino también que las dinastías gobernantes de los primeros medievales de Valaquia y Moldavia eran descendientes de una casta de dacios. establecido con el «Rey» (en realidad, jefe tribal)[cita requerida] Burebista. Otros defensores de la idea antes de la Primera Guerra Mundial incluyeron al arqueólogo aficionado Cezar Bolliac, así como a Teohari Antonescu y Nicolae Densuşianu. Este último compuso una teoría intrincada y sin fundamento sobre Dacia como centro de la prehistoria europea, creando un paralelo completo con la historia oficial rumana, que incluía entre los dacios figuras tan diversas como las de la dinastía Asen y Horea.  El volumen principal de sus escritos es Dacia Preistorică.
Después de la Primera Guerra Mundial y durante la existencia de la Gran Rumania, la ideología aumentó su atractivo. La Guardia de Hierro coqueteó con el concepto, haciendo considerables paralelos entre sus proyectos y las interpretaciones de lo que habría sido el mensaje de Zalmoxis. Mircea Eliade estaba notablemente interesado en el culto de Zalmoxis, argumentando a favor de sus vínculos estructurales con el cristianismo; su teoría sobre la historia de Dacia, que ve la romanización como un fenómeno limitado, es celebrada por los partidarios contemporáneos del protocronismo.
En un contexto neutral, la escuela de arqueología rumana dirigida por Vasile Pârvan investigó decenas de sitios dacios previamente ignorados, lo que indirectamente contribuyó al atractivo de la idea en ese momento.
En 1974, Edgar Papu publicó en el principal mensual cultural Secolul XX un ensayo titulado «El Protocronismo Rumano», defendiendo la prioridad cronológica rumana para algunos logros europeos. La idea fue rápidamente adoptada por el régimen nacionalista de Ceauşescu, que posteriormente alentó y amplió un discurso cultural e histórico que reivindicaba la prevalencia de la autóctona sobre cualquier influencia extranjera. Los ideólogos de Ceauşescu desarrollaron un concepto singular después del XI Congreso del Partido Comunista de Rumanía de 1974, cuando unieron el protocronismo al marxismo oficial, argumentando que los Dacios habían producido un Estado permanente y «sin organización». Los dacios habían sido favorecidos por varias generaciones comunistas como insurgentes autóctonos contra una Roma «imperialista» (con la dirección estalinista de la década de 1950 proclamando que estaban estrechamente vinculados con los pueblos eslavos); sin embargo, la de Ceauşescu fue una interpretación con una motivación distinta, haciendo una conexión con las opiniones de los protocronistas anteriores.
El régimen inició una asociación con el residente italiano, ex guardián de hierro y millonario Iosif Constantin Drăgan, quien continuó defendiendo la causa dacia incluso después de la caída de Ceauşescu. Los críticos consideran estos excesos como la expresión de un curso económico nacionalista, que amalgama las frustraciones provinciales y la retórica nacionalista persistente, ya que la autarquía y el aislamiento cultural del difunto régimen de Ceauşescu vinieron junto con un aumento en los mensajes protocrónicos.
Vladimir Tismăneanu escribió:
El «protocronismo» fue la ideología patrocinada por el partido que reclamó la precedencia rumana en los principales descubrimientos científicos y culturales. En realidad, fue la base de la tiranía nacionalista de Ceaușescu.
Sin el respaldo de una estructura estatal totalitaria después de la Revolución de 1989, la interpretación aún goza de popularidad en varios círculos. El principal representante del protocronismo actual seguía siendo Drăgan (ahora fallecido), pero el médico Napoleon Săvescu, radicado en la ciudad de Nueva York, asumió los ideales tras la muerte de Drăgan. Juntos publicaron la revista Noi, Dacii («Nosotros los Dacios») y organizaron un «Congreso Internacional de Dacología» anual. Săvescu todavía los hace.
La teoría más famosa de Săvescu dice que los rumanos no son descendientes de los colonos romanos ni de los dacios asimilados, como dicen los historiadores de la corriente principal, sino que son descendientes únicamente de los dacios, que hablaban un idioma cercano al latín.
Otras teorías controvertidas suyas incluyen el desarrollo de los dacios (o sus antepasados) del primer alfabeto del mundo (ver las tablas de Tărtăria), el primer conjunto de leyes o la conquista dacia de Europa Occidental, India, Irak, Japón y las Américas.
 

Si la cultura Harappa no desapareció después de la invasión carpato-danubiana, ¿cómo es que los propios invasores desaparecieron, sin dejar rastros o dejando, como dijo Sir Wheeler, «nada más que un nombre?» ¿Cómo pudieron los nómadas carpato-danubianos, principalmente un pueblo de criadores, dar a luz no solo a una nueva religión, sino encontrar espléndidas ciudades que los sobrevivieron hasta el día de hoy? ¿Cómo pudo la literatura más grande y más compleja del mundo provenir de este pueblo carpato-danubiano? Toda la literatura védica se basa en cuatro textos (el más antiguo es Rig-Veda, Yajur-Veda y Sama-Veda, el último Athara-Veda y dos poemas que se asemejan a la Ilíada y a la Odisea sólo dos mil años más antiguos; Ramnayana y Mahabharata han conservado un toponimia que se hace eco de la de la patria aria carpato-danubiana y comparten el mismo tema principal: la enemistad y el rencor entre dos familias que luchan por el trono de Bahataral (según algunos, el actual Bánato en Rumanía)».
Traducido de The Conquest of India by the Carpatho-Danubian People («La conquista de la India por parte del pueblo carpato-danubiano»)

Sin embargo, sus teorías son ignoradas por las revistas históricas y la mayoría de los historiadores, como Mircea Babeș, Lucian Boia y Alexandra Tomiță, quienes etiquetan estas teorías como pseudociencia y protocrónica y consideran que no hay suficiente evidencia científica que las respalde. Dacia, una revista del Instituto de Arqueología Vasile Pârvan, y la revista de historia Saeculum tampoco hablaron muy bien de él.

## Escritura dacia

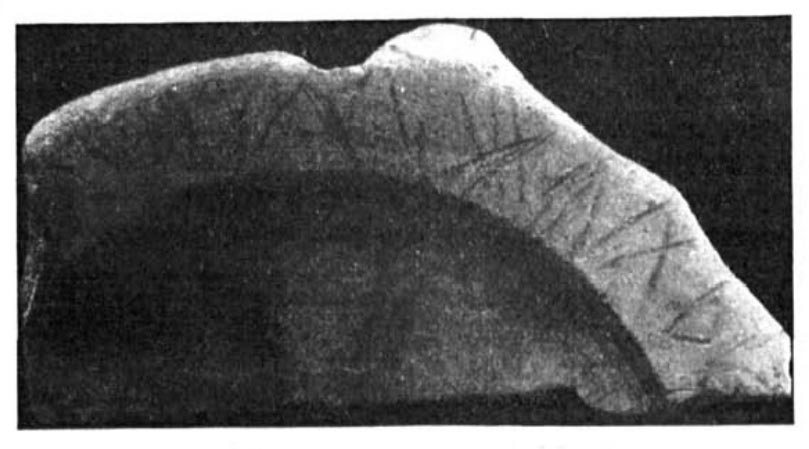
Fragmento de un jarrón recogido por Mihail Dimitriu en el sitio de Piroboridava, Poiana, Galaţi (1933).

«Alfabeto dacio» es un término utilizado en el protocronismo rumano para las afirmaciones pseudohistóricas de un supuesto alfabeto de los dacios antes de la conquista de Dacia y su absorción en el Imperio Romano. Su existencia fue propuesta por primera vez a fines del siglo XIX por los nacionalistas rumanos, pero ha sido completamente rechazada por la erudición moderna convencional.
En opinión de Sorin Olteanu, un experto moderno del Instituto de Arqueología Vasile Pârvan, Bucarest, «[la escritura dacia] es pura invención (...) pura y simplemente, la escritura dacia no existe», añadiendo que muchos estudiosos creen que el uso de la escritura puede haber estado sujeto a un tabú religioso entre los dacios. Se sabe que los antiguos dacios usaban los alfabetos griego y latino, aunque posiblemente no tan pronto como en la vecina Tracia, donde el anillo de Ezerovo en escritura griega data del siglo V a. C. Un fragmento de jarrón del período de La Tène (véase la imagen), una probable imitación analfabeta de las letras griegas, indica un conocimiento visual del alfabeto griego durante el período de La Tène antes de la invasión romana. Algunos escritores rumanos que escribieron a finales del siglo XIX y que luego se identificaron como protocronistas, en particular el poeta y periodista rumano Cezar Bolliac, un arqueólogo aficionado entusiasta, afirmaron haber descubierto un alfabeto dacio. Inmediatamente fueron criticados por razones arqueológicas y lingüísticas. Alexandru Odobescu, criticó algunas de las conclusiones de Bolliac. En 1871, Odobescu, junto con Henric Trenk, inventariaron la cueva Fundul Peşterii, una de las cuevas de Ialomiţei cerca de Buzău. Odobescu fue el primero en quedar fascinado por sus escritos, que luego fueron fechados en el siglo III o IV. En 2002, la controvertida historiadora rumana, Viorica Enăchiuc, afirmó que el Codex Rohonczi está escrito en un alfabeto dacio. La igualmente controvertida lingüista Aurora Petan (2005) afirma que algunas placas de plomo de Sinaia podrían contener escrituras dacias únicas.
El lingüista George Pruteanu llamó al protocronismo como «nacionalismo estéril y paranoico», porque el protocronismo afirma que el idioma dacio fue el origen del latín y de todos los demás idiomas, incluidos el hindi y el babilónico.

## Protocronismo en otros países
Durante la década de 1940, el protocronismo en la Unión Soviética afirmó que los rusos habían sido los primeros en inventar la bombilla y el teléfono. Imitando las tendencias estalinistas en el bloque comunista, Albania desarrolló su propia versión de la ideología protocronista que enfatizaba la continuidad de los albaneses de pueblos antiguos como los ilirios. Los macedonios de la República de Macedonia del Norte también se han involucrado en el protocronismo («macedonismo») alegando una etnogénesis eslavo-tracia.